# Ján Richter
Ján Richter (Zlaté Moravce, 5 ottobre 1956) è un politico slovacco, dal 4 aprile 2012 è Ministro del Lavoro, Affari Sociali e Famiglia della Repubblica Slovacca nel Governo Fico II, nel Governo Fico III e nel Governo Pellegrini.